# The Virus (serie de televisión)
The Virus (en hangul, 더 바이러스; romanización revisada, Deo baireoseu) es una serie de televisión surcoreana de 2015, protagonizada por Um Ki Joon, Lee So Jung, Lee Ki Woo y Jo Hee Bong. Fue emitida en su país de origen por OCN desde el 1 de marzo hasta el 3 de mayo de 2013, con una longitud de 10 episodios que fueron emitidos los viernes a las 22:00 (KST).

## Argumento
Lee Myung Hyun (Um Ki Joon) y su equipo de trabajo de control de enfermedades, investigan un virus mutante que tiene una tasa de mortalidad de 100% y mata a los infectados dentro de tres días. No sólo deben encontrar un antídoto, sino que también debe detener la propagación de la epidemia que podría  matar a toda la humanidad.

## Reparto

### Personajes principales
- Um Ki Joon como Lee Myung Hyun.
- Lee So Jung como Jeon Ji Won.
- Lee Ki Woo como Kim Se Jin.
- Ahn Suk Hwan como Kim Do Jin.
- Jo Hee Bong como Go Soo Kil.

### Personajes secundarios
- Yubin como Lee Joo Young.[3]
- Park Min Woo como Bong Sun Dong.
- Hyun Woo como Kim In Chul.
- Oh Yong como Jung Woo Jin.
- Song Young Kyu como Yoon Il Joong.

## Banda sonora
| Track listing |                           |                               |          |  |
| N.º           | Título                    | Artista                       | Duración |  |
| 1.            | «더 바이러스» (The Virus) | 로꼬 (Loco) & 하비티 (HeavyT) | 3:40     |  |

## Emisión internacional
- Hong Kong: KIX HD y Channel M.
- Japón: KNTV y BS 11.[5][6]
- Taiwán: Channel M.